# Svetonije
Gaj Svetonije Trankvil (Gaius Suetonius Tranquillus) (oko 70. – oko 122.), zvan Svetonije, rimski pisac i državni činovnik. Postao je poznat zbog svojih biografija rimskih careva u kojima je opisao živote careva od Cezara do Domicijana u kojim daje mnoštvo vrijednih podataka o njihovom životu i dobu u kojem su živjeli.

## Život

### Porijeklo
Svetonije je rođen oko godine 70. poslije Krista (sam za sebe kaže da je u doba cara Domicijana bio  „mladić“, adulescens odn. adulescentulus). Vjerojatno je potjecao iz grada Anabe, staroga feničkoga lučkog grada zapadno od Kartage, koga su u Trećem punskom ratu (149. – 146. prije Krista) osvojili Rimljani. Na to ukazuje jedan natpis koji je tamo pronađen 1951. gdje je očito riječ o Svetoniju (Pisaurum, Lanuvium und Ostia).
Svetonijeva obitelj očito je kroz više generacija imala veze s carskom kućom. Svetonije navodi kao izvor za jednu anegdotu o caru Kaliguli u djelu „Dvanaest rimskih careva“ svoga oca Svetonija Leta koji je pripadao viteškom staležu (equester ordo) i koji je godine 69. kao tribun (tribunus angusticlavius) 13. legije na strani cara Otona. Ništa više o njemu nije poznato.

### Obrazovanje
Svetonije je najvjeroajtnije dobio obrazovanje primjereno njegovu društvenom staležu u takozvanim disciplinama Artes liberales (artes optimae), što je uključivalo politiku, pravo, retoriku, filozofiju, pjesništvo, glazbu, matematiku, astronomiju i medicinu. No nisu svi ti predmeti bili ravnopravni. Najvažnija je bila retorika; Svetonije navodi ime jednoga od svojih učitelja, Princeps.
Mladi Svetonije radio je također, prema dvama pismima Plinija Mlađeg, kao sudski govornik u Rimu, najvjerojatnije u doba cara Nerve ili prvim godinama vladavine cara Trajana. Kasnije je tu djelatnost očito napustio i posvetio se isključivo spisateljskom radu.
Svetonijev podupiratelj i zaštitinik bio je utjecajni Plinije Mlađi koji mu je pomogao da kupi
malo imanje u blizini Rima. Također je isposlovao kod cara Trajana da dobije privilegiju prava na troje djece (ius trium liberorum). Ta povlastica bila je zapravo porezna olakšica za roditelje s najmanje troje djece. To je također izuzelo Svetonija od obveze da se oženi, koja je postojala u Rimskom Carstvu. Tko ne bi sklopio brak nije imao pravo na cijelo nasljedstvo nego samo na polovicu. Zbog toga je Svetonije dobio ovu privilegiju koje je tu obvezu poništavala, a i pojednostavnila mu put do javnih položaja i službi.

### Početak karijere
Uobičajen početak karijere za Rimljanina iz viteškoga staleža bila je vojna služba tako da mu je Plinije pomogao da dobije tribunat, ali ga Svetonije nije htio prihvatiti nego ga je prenio na jednoga rođaka. Nakon smrti Plinija Mlađeg između 113. i 115. godine Svetonije je izgubio utjecajnog zaštitnika.

### Uspon na carskom dvoru
Svetonije je unatoč tomu počeo karijeru na carskom dvoru. Prvo je preuzeo službu a studiis,
čija se zadaća ne može točno odrediti, ali je vjerojatno to bila arhivska služba kao i nadgledanje javnih rimskih knjižnica (a bybliothecis). Možda su te dvije službe bile sjedinjene u jednu, nije točno poznato. Do toga mu je možda pomogao njegov novi patron prefekt pretorijanaca Septicije Klar.
Oko godine 121. Svetonije je preuzeo dužnost ab epistulis, voditelja kanzelarije cara Hadrijana. To je bio položaj koji je donosio znatan politički utjecaj u Rimu.
Visokopozicionirane privatne osobe, ali ipak većinom činovnici mogli su se ako su imali pravnih problema obratiti izravno caru. Car je pak odgovarao preko svoje kancelarije putem pisama  (epistula) i to je u cijelome Carstvu imalo snagu zakona. Svakako je i Svetonije imao utjecaja na to. U zadatke Svetonijevog položaja također je spadalo slanje carskih zapovijedi, korespodencija s namjesnicima provincija, objavljivanje imenovanja i promaknuća, a povremeno i korespodencija s inozemstvom.

### Kraj života
Svetonije je očito, barem prema prilično nepouzdanom izvoru Historia Augusta, bio oko godine 122. umiješan u jednu dvorsku intrigu. Njemu i nekolicini drugih dvorskih službenika predbačena je povreda etikete prema Hadrijanovoj ženi carici Sabini našto su udaljeni s Dvora. Cilj te akcije zapravo nije bio Svetonije nego udaljavanje utjecajne klike dvorskih činovnika koja je služila još od doba cara Trajana.
Pavši u nemilost cara Hadrijana, Svetonije se povukao sa svih funkcija i posvetio isključivo literarnom radu. Točan datum njegove smrti je nepoznat, vjeroajtno u čertvrtom desetljeću 2. stoljeća.

## Svetonije kao pisac
Književni rad je u Rimu bio društveno mnogo manje priznat nego politička ili vojna djelatnost. Gornji se stalež time bavio u slobodno vrijeme što je i kod Svetonija bio slučaj veliki dio njegova života.
Svetonijevi suvremenici bila su dva vrlo utjecajna pisca, Tacit i već spomenuti Plinije Mlađi.  Plinije Mlađi spona je među obojicom jer je obojici bio prijatelj, a deset godina mlađem Svetoniju i zaštitnik (patron).
Svetonije je pisao povijesna, gramatička i prirodnoznanstvena djela, većinu njih na latinskom jeziku, a neke i na grčkom. Većina tih djela je izgubljena.
Tako su od njegove zbirke De viris illustribus, nastale 110. godine sačuvani samo ulomci; ratke biografije poznatih rimskih autora (pjesnika, povjesničara, govornika itd.). Većina toga iz citata kasnijih autora.  Iz tih citata poznato nam je također barem 14 naslova ostalih Svetonijevih djela ili tek malo više od naslova.

### Dvanaest rimskih careva
Njegovo najpoznatije djelo „Dvanaest rimskih careva“ skoro je u potpunosti sačuvano, a nastalo je nakon 120. godine. Opsežna je to biografija u osam knjiga rimskih careva od Cezara do Domicijana.
Svaka biografija je samostalna, ali njihov opseg je nejednak. Prvih šest biografija careva iz
Julijevsko-klaudijevske dianstije znatno su opširnije nego one kasnijih careva što navodi na sumnju da je Svetonije prvo napisao biografije kasnijih careva.

### Svetonijev način rada
Svetonije je prije pisanja nekog svog djela brižno proučavao izvore koji su mu, jer je radio u dvorskome arhivu, bili na raspolaganju u izobilju. Pri tom se nije služio samo arhivom nego i senatskim zapisnicima, službenim priopćenjima, pismima, memoarima i političkim lecima.
Svetonije često citira odlomke iz drugih djela kao što su opuruke i pisma. Njegovi podaci u pravilu su precizni. Primjer za to je Svetonijevo datiranje rođenja cara Tiberija za koje navodi više izvora. Također je pisao i na temelju dvorskih ogovaranja i glasina.
Svetonije je za formu svojih djela izabrao biografiju, tada relativno mladu književnu vrstu, radi njene preglednosti. Tako je biografije careva pisao prema sljedećoj shemi. 1. Porijeklo; 2. Mladost i odgoj; dovde ide kronološki; 3. Vojna i politička djelatnost; 4. Privatni život; 5. Predznaci prilikom rođenja i smrti; 6. Smrt, sprovod i oporuka.
Ta shema često nije jedinstvena, ali Svetonije je dosljedno provodi kako bi se čitatelj lakše snašao. Od rubrike 3. Vojna i politička djelatnost Svetonije više ne slijedi kronologiju nego izvještava prema kategorijama kao što su ratovi, građevinski pothvati, način života itd. Kronologiji se ponovo vraća na kraju.
Važno je naglasiti da je biografija, književna vrsta koju je izabrao, zapravo bila uobičajena kad se pisalo o životu nekoga umjetnika. Svetonijeva je zasluga što ju je prenio i na povijesne ličnosti što je ostalo popularno sve do danas.

### Kritike
Svetonijev način pisanja bio je osobito u 20. stoljeću i predmet kritika. Kritizira se njegovo mehaničko dijeljenje ljudskoga života u kategorije što sprječava uvid u širi povijesni kontekst i razvoj toga doba. Također mu se predbacuje njegova sklonost prema zanimljivostima i anegdotama tako da je važno stavio u isti rang s nevažnim. Primjer: Svetonije opisuje šumski požar iz djetinjstva cara Tiberija jednako opširno kao i ratove koje je vodio. Kritičari mu predbacuju da na taj način važni povijesni događaji gube na važnosti, a da se povijesna perspektiva zamagljuje.
Osim kritika kvalitete njegovih djela Svetoniju se često predbacuje da je nekritički obrađivao i citirao izvore, a često je pisao i na temelju glasina i ogovaranja čime je izgubio na neutalnosti. Teško je recimo vjerovati da su pojedini carevi vodili takav nemoralan život kako im predbacuje Svetonije. Svakako je tu bilo i autorove subjektivnosti i pristranosti.

### Značaj
Svetonije je sa svojim djelima imao veliki utjecaj na kasnije autore, sve do kasne antike i bizantskoga doba; tako naprimjer na već spominjano djelo Historia Augusta, nastalo nakon 405. Svetonijeve biografije nastavio je u grubljoj formi Aurelije Viktor, što nije sačuvano u potpunosti. Svetonijeve biografije bile su i predložak za nastanak dvaju vrlo čitanih djela kršćanske tematike; Sveti Jeronim napisao je u petome stoljeću književnopovijesno djelo De viris illustribus, a one su bile uzor u devetom stoljeću i za Einharda, biografa Karla Velikog.
Svetonije je u doba renesanse bio inspiracija i za Francesca Petrarcu  (De viris illustribus).

## Vanjske poveznice
- Svetonijeva djela u The Latin Library (latinski)
- Biografije careva (latinski i engleski)